# Металохромний індикатор
Металохромний індикатор (рос. металлохромный индикатор, англ. metallochrommic indicator) — комплексотворний  реагент, здатний змінювати забарвлення при взаємодії з йонами металів і відновлювати її в точці еквівалентності або поблизу неї.
При цьому кількість металу, пов'язаного з індикатором, настільки мале (близько 0,1% кількості металу) що при розрахунку результатів визначення ним можна знехтувати. Вільний індикатор також майже завжди забарвлений (оскільки мова йде про барвник) так що кінець титрування встановлюється не по зникненню або появі, а по зміні забарвлення.